# Досе, Жорди
Жорди Досе (исп. Jordi Doce, 1967, Хихон, Астурия) — испанский поэт, переводчик, историк литературы.

## Биография
Преподавал в Университете Шеффилда (1993—1995), в Оксфорде (1997—2000). Защитил магистерскую диссертацию по философии и докторскую диссертацию по филологии (влияние английского романтизма на современную испанскую поэзию). Подготовил номер британского журнала «Agenda» (1997), посвященный современным испанским поэтам, привлёк к переводу видных поэтов (Чарлз Томлинсон, Пол Малдун, Эндрю Моушен и др.). С Андресом Санчесом Робайной составил антологию критических статей о современной испаноязычной поэзии (2005). Составитель сборника материалов, посвященных Хосе Анхелю Валенте (2010), антологии текстов о Нью-Йорке (2010) и др.
Переводчик с английского (Блейк, Томас Де Куинси, Т. С. Элиот, У. Х. Оден, Джеффри Хилл, Пол Остер, Тед Хьюз, Энн Карсон, Чарльз Симик и др.) и французского (Гильвик).
С 2006 года ведет свой блог в Интернете (см.: . Живёт в Мадриде.

## Книги

### Поэзия
- La anatomía del miedo (1994)
- Diálogo en la sombra (1997)
- Lección de permanencia (2000)
- Otras lunas (2002)
- Gran angular (2005)
- Poesía y poética. Antología (2008)

### Проза
- Bestiario del nómada (2001, новеллы)
- Hormigas blancas (2005, заметки и афоризмы)
- La vibración del hielo. Diario 1998 (2008, дневник 1998 г.)

### Эссе
- Imán y desafío. Presencia del romanticismo inglés en la poesía española contemporánea (2005)
- Curvas de nivel (2006, заметки о литературе)
- La ciudad consciente. Ensayos sobre T. S. Eliot y W. H. Auden (2010, эссе о творчестве Элиота и Одена)

## Признание
Премия города Леон (1993), премия города Бургос (2002), премия Casa de América за эссеистику (2005).